# Sogod (Cebu)
Sogod ist eine philippinische Stadtgemeinde in der Provinz Cebu. Sie hat 35.108 Einwohner (Zensus 1. August 2015).

## Baranggays
Sogod ist politisch in 18 Baranggays unterteilt.
| - Ampongol - Bagakay - Bagatayam - Bawo - Cabalawan - Cabangahan - Calumboyan - Dakit - Damolog | - Ibabao - Liki - Lubo - Mohon - Nahus-an - Poblacion - Tabunok - Takay - Pansoy |

## Söhne und Töchter
- Jesus Armamento Dosado (1939–2020), katholischer Geistlicher, Erzbischof von Ozamis
- Osvaldo Padilla (* 1942), katholischer Geistlicher, emeritierter Erzbischof und Diplomat